# Olympische Jugend-Sommerspiele 2018/Badminton
Bei den Olympischen Jugend-Sommerspielen 2018 in Buenos Aires wurden vom 7. bis zum 12. Oktober drei Wettbewerbe im Badminton ausgetragen.
Sowohl bei den Jungen als auch bei den Mädchen ist ein Turnier im Einzel ausgetragen worden. Zudem fand ein Mixedwettbewerb im Doppel statt.

## Qualifikation
Insgesamt haben je Geschlecht Athleten teilgenommen. Jedes NOC durfte maximal zwei Athleten pro Geschlecht stellen, sofern diese beide in der BWF Junior World Rankings unter den ersten vier Plätzen vertreten waren. Sollte dies nicht der Fall gewesen sein, hatte jedes NOC einen Startplatz pro Geschlecht zur Verfügung.
Alle fünf Kontinente waren sowohl bei den Jungen, als auch bei den Mädchen vertreten. 27 Startplätze wurden nach dem BWF World Junior Ranking vom 3. Mai 2018 vergeben. Argentinien erhielt als Gastgeber zudem je einen Startplatz pro Geschlecht. Um einen der vier übrigen Startplätze zu erhalten, mussten die Athleten des BWF World Junior Rankings vom 3. Mai 2018 geführt und zwischen dem 1. Januar 2000 und 31. Dezember 2003 geboren sein.

## Setzlisten

### Jungen-Einzel
| Nr. | Spieler             | Erreichte Runde |
| --- | ------------------- | --------------- |
| 01. | Kunlavut Vitidsarn  | Viertelfinale   |
| 02. | Kodai Naraoka       | Bronze          |
| 03. | Nhat Nguyen         | Viertelfinale   |
| 04. | Lakshya Sen         | Silber          |
| 05. | Li Shifeng          | Gold            |
| 06. | Ikhsan Rumbay       | Viertelfinale   |
| 07. | Arnaud Merklé       | Halbfinale      |
| 08. | Chen Shiau-cheng    | Viertelfinale   |
| 09. | Brian Yang          | Vorrunde        |
| 10. | Dmitriy Panarin     | Vorrunde        |
| 11. | Oscar Guo           | Vorrunde        |
| 12. | Christopher Grimley | Vorrunde        |
| 13. | Cristian Savin      | Vorrunde        |
| 14. | Julien Carraggi     | Vorrunde        |
| 15. | Fabrício Farias     | Vorrunde        |
| 16. | Joel Koh Jia Wei    | Vorrunde        |

| Nr. | Spieler               | Erreichte Runde |
| --- | --------------------- | --------------- |
| 17. | Dennis Koppen         | Vorrunde        |
| 18. | Lukas Resch           | Vorrunde        |
| 19. | Danilo Bosniuk        | Vorrunde        |
| 20. | Giovanni Toti         | Vorrunde        |
| 21. | Markus Barth          | Vorrunde        |
| 22. | Alonso Medel          | Vorrunde        |
| 23. | Nguyễn Hải Đăng       | Vorrunde        |
| 24. | Balázs Pápai          | Vorrunde        |
| 25. | Uriel Canjura         | Vorrunde        |
| 26. | Tomás Toledano        | Vorrunde        |
| 27. | Mohamed Mostafa Kamel | Vorrunde        |
| 28. | Rukesh Maharjan       | Vorrunde        |
| 29. | Mateo Delmastro       | Vorrunde        |
| 30. | Chang Ho Kim          | Vorrunde        |
| 31. | Kettiya Keoxay        | Vorrunde        |
| 32. | Vannthoun Vath        | Vorrunde        |

### Mädchen-Einzel
| Nr. | Spielerin               | Erreichte Runde |
| --- | ----------------------- | --------------- |
| 01. | Pattarasuda Chaiwan     | Bronze          |
| 02. | Wang Zhiyi              | Silber          |
| 03. | Goh Jin Wei             | Gold            |
| 04. | Wei Yaxin               | Vorrunde        |
| 05. | Jakka Vaishnavi Reddy   | Vorrunde        |
| 06. | Maria Delcheva          | Vorrunde        |
| 07. | Huang Yin-hsuan         | Viertelfinale   |
| 08. | Vivien Sándorházi       | Viertelfinale   |
| 09. | Tereza Švábíková        | Vorrunde        |
| 10. | Hirari Mizui            | Vorrunde        |
| 11. | Fernanda Saponara Rivva | Vorrunde        |
| 12. | Grace King              | Vorrunde        |
| 13. | Nazlıcan İnci           | Vorrunde        |
| 14. | Jaslyn Hooi             | Halbfinale      |
| 15. | Léonice Huet            | Vorrunde        |
| 16. | Jennie Gai              | Viertelfinale   |

| Nr. | Spielerin                   | Erreichte Runde |
| --- | --------------------------- | --------------- |
| 17. | Petra Polanc                | Vorrunde        |
| 18. | Halla Bouksani              | Vorrunde        |
| 19. | Vũ Thị Anh Thư              | Viertelfinale   |
| 20. | Elena Andreu                | Vorrunde        |
| 21. | Vlada Gynga                 | Vorrunde        |
| 22. | Ann-Kathrin Spöri           | Vorrunde        |
| 23. | Nairoby Abigail Jiménez     | Vorrunde        |
| 24. | Jaqueline Lima              | Vorrunde        |
| 25. | Aswathi Pillai              | Vorrunde        |
| 26. | Hasini Nusaka Ambalangodage | Vorrunde        |
| 27. | Maharani Sekar Batari       | Vorrunde        |
| 28. | Anastasiia Prozorova        | Vorrunde        |
| 29. | Madouc Linders              | Vorrunde        |
| 30. | Zecily Fung                 | Vorrunde        |
| 31. | Madeiline Caren Akoumba Ze  | Vorrunde        |
| 32. | Aminat Oluwafunke Ilori     | Vorrunde        |

## Sieger und Platzierte
| Disziplin    | Gold        | Silber      | Bronze              |
| ------------ | ----------- | ----------- | ------------------- |
| Herreneinzel | Li Shifeng  | Lakshya Sen | Kodai Naraoka       |
| Dameneinzel  | Goh Jin Wei | Wang Zhiyi  | Pattarasuda Chaiwan |
| Mixed        | Alpha       | Omega       | Theta               |